# Chicago Bulls 2013-2014
La stagione 2013-14 dei Chicago Bulls fu la 48ª nella NBA per la franchigia.
I Chicago Bulls arrivarono secondi nella Central Division della Eastern Conference con un record di 48-34. Nei play-off persero al primo turno con i Washington Wizards (4-1).

## Roster
| N° | Naz.                   | Ruolo | Sportivo           | Anno | Alt. | Peso |
| -- | ---------------------- | ----- | ------------------ | ---- | ---- | ---- |
| 1  | Stati Uniti (bandiera) | G     | Derrick Rose       | 1988 | 191  | 86   |
| 5  | Stati Uniti (bandiera) | A     | Carlos Boozer      | 1981 | 206  | 121  |
| 7  | Georgia (bandiera)     | A     | Tornik'e Shengelia | 1991 | 206  | 98   |
| 8  | Stati Uniti (bandiera) | G     | Mike James         | 1975 | 188  | 85   |
| 9  | Regno Unito (bandiera) | A     | Luol Deng          | 1985 | 206  | 100  |
| 11 | Stati Uniti (bandiera) | GA    | Ronnie Brewer      | 1985 | 201  | 100  |
| 12 | Stati Uniti (bandiera) | G     | Kirk Hinrich       | 1981 | 193  | 86   |
| 13 | Francia (bandiera)     | C     | Joakim Noah        | 1985 | 211  | 105  |
| 14 | Stati Uniti (bandiera) | G     | D.J. Augustin      | 1987 | 183  | 82   |
| 15 | Stati Uniti (bandiera) | A     | Cartier Martin     | 1984 | 201  | 100  |
| 17 | Stati Uniti (bandiera) | A     | Lou Amundson       | 1982 | 206  | 102  |
| 20 | Stati Uniti (bandiera) | G     | Tony Snell         | 1991 | 201  | 91   |
| 21 | Stati Uniti (bandiera) | A     | Jimmy Butler       | 1989 | 201  | 101  |
| 22 | Stati Uniti (bandiera) | A     | Taj Gibson         | 1985 | 206  | 102  |
| 25 | Stati Uniti (bandiera) | G     | Marquis Teague     | 1993 | 188  | 86   |
| 31 | Stati Uniti (bandiera) | C     | Erik Murphy        | 1990 | 208  | 104  |
| 32 | Stati Uniti (bandiera) | G     | Jimmer Fredette    | 1989 | 188  | 88   |
| 32 | Stati Uniti (bandiera) | A     | Jarvis Varnado     | 1988 | 206  | 104  |
| 34 | Stati Uniti (bandiera) | A     | Mike Dunleavy      | 1980 | 206  | 100  |
| 48 | Stati Uniti (bandiera) | C     | Nazr Mohammed      | 1977 | 208  | 100  |

### Staff tecnico
- Allenatore: Tom Thibodeau
- Vice-allenatori: Andy Greer, Adrian Griffin, Ed Pinckney, Mike Wilhelm
- Preparatore atletico: Fred Tedeschi
- Assistente preparatore: Jeff Tanaka